# BRST-Symmetrie
Die Becchi-Rouet-Stora-Tyutin-Symmetrie, kurz BRST-Symmetrie, teilweise auch nur Becchi-Rouet-Stora-Symmetrie (BRS-Symmetrie), nach Carlo Becchi, Alain Rouet, Raymond Stora und Igor Tyutin, ist eine Symmetrie in der Quantenfeldtheorie, die noch vorhanden ist, wenn die Eichung des Quantenfeldes bereits festgelegt wurde und das Quantenfeld dadurch nicht mehr eichsymmetrisch ist. Dies wird ermöglicht, indem die BRST-Symmetrie zusätzlich zur ursprünglichen Eichsymmetrie die Existenz der durch die Eichung entstehenden unphysikalischen Faddejew-Popow-Geister berücksichtigt und die Symmetrie auf der Basis von antikommutierenden Graßmann-Zahlen aufgebaut ist. 

## Hintergrund
Die Beschreibung der Natur durch die Quantenfeldtheorie basiert im Standardmodell der Elementarteilchenphysik auf der Yang-Mills-Theorie. Die physikalischen Grundkräfte wie die elektromagnetische Wechselwirkung sind in der Yang-Mills-Theorie eng mit Symmetrien verknüpft. Eine Symmetrie in diesem Sinn bezeichnet nicht eine räumliche Symmetrie, sondern ganz allgemein, dass sich die Physik nicht verändert, wenn man Parameter der Quantenfelder verändert. Die Veränderung der Quantenfelder nach einem bestimmten Schema, das die Physik unverändert lässt, heißt Symmetrieoperation. 
Die physikalischen Informationen über die Quantenfelder und ihre Bewegungsgleichungen stecken in der Lagrangedichte der Theorie. Es ist also eine hinreichende Bedingung, dass sich die Lagrangedichte der Theorie unter Symmetrieoperationen nicht verändert. Wenn bestimmte Terme durch die Symmetrieoperation auf ein bestimmtes Feld zusätzlich in der Lagrangedichte auftreten, dann müssen sie durch Symmetrieoperationen auf ein anderes Feld wieder kompensiert werden. Eine solche Symmetrieoperation ist die Eichtransformation der Quantenfelder. Diese Eichtransformationen gibt es bereits in der klassischen Elektrodynamik, da zu den Hilfsgrößen „Vektorpotential“ und „Elektrisches Potential“ bestimmte Terme addiert und subtrahiert werden können, ohne die physikalischen Magnetfelder und elektrischen Felder zu verändern, da sie sich im Zusammenspiel genau aufheben. Eine Aussage der Yang-Mills-Theorie ist, dass zu jeder in der Natur existierenden Eichsymmetrie ein sogenanntes Eichfeld existiert; im Fall der Elektrodynamik sind dies die Lichtquanten (Photonen).
Auf der anderen Seite wird bei der Beschreibung der Quantenfeldtheorie im Rahmen des Pfadintegral-Formalismus die Eichung der Eichfelder gefordert. Anderenfalls würde über unendlich viele physikalisch identische Zustände, die sich nur durch ihre Eichung unterschieden, integriert, sodass das Integral nicht mehr wohldefiniert ist. Wird eine beliebige Eichung festgesetzt, führt dies zu einem zusätzlichen Beitrag in der Lagrangedichte, aufgrund dessen die Lagrangedichte nicht mehr invariant unter weiteren Eichtransformationen sein kann. Darüber hinaus treten aus dem Nichts Quantenfelder in der Lagrangedichte in Erscheinung. Diese Felder werden nach ihren Erstbeschreibern Ludwig Faddejew und Wiktor Popow Faddejew-Popow-Geistfelder oder kurz Geister genannt. Diese Geister besitzen die unphysikalische Eigenschaft, nicht dem Spin-Statistik-Theorem zu gehorchen, da sie (wie das Higgs-Boson) Spin-0-Teilchen sind, die aber statt der Bose-Einstein-Statistik der Fermi-Dirac-Statistik folgen. 
Da die Geister nicht ursprünglich Teil der Theorie sind, werden sie von der Eichsymmetrie nicht berücksichtigt, die Eichsymmetrieoperation gibt daher keine Bedingung für die Transformation der Geister vor. Die BRST-Symmetrie berücksichtigt die Existenz der Geister insofern, dass die Transformation der Materiefelder und der Eichfelder sich nicht gegenüber der Eichtransformation unterscheidet, aber der Beitrag durch den Eichfixierungsterm, der die Symmetrie verletzen würde, vom Beitrag durch die Geistfelder exakt kompensiert wird.

## Mathematische Beschreibung
Ist {\displaystyle {\mathcal {L}}} die Lagrangedichte einer Yang-Mills-Theorie, dann besteht die gesamte Lagrangedichte aus einem kinetischen Anteil, der die Bewegungsgleichungen der Eichfelder und ihre Wechselwirkung mit sich selbst beschreibt, {\displaystyle {\mathcal {L}}_{\text{kin}}}, dem Eichfixierungsterm {\displaystyle {\mathcal {L}}_{\text{fix}}} und den Geistfeldern, {\displaystyle {\mathcal {L}}_{\text{Geist}}} sowie eventuell einem Term für die Materie und die Wechselwirkung zwischen den Kräften und der Materie. Die Eichsymmetrie für die Eichfelder impliziert, dass die Lagrangedichte unter der Ersetzung {\displaystyle A_{\mu }^{a}\to {A'}_{\mu }^{a}=A_{\mu }^{a}+\partial _{\mu }\alpha ^{a}+f^{abc}\alpha ^{b}A_{\mu }^{c}} für die Eichfelder {\displaystyle A} invariant bleibt. Die {\displaystyle \alpha } sind dabei beliebige Funktionen des Raums und der Zeit, {\displaystyle f} sind die Strukturkonstanten der Symmetriegruppe. 
In der Quantenelektrodynamik, der Verallgemeinerung der klassischen Elektrodynamik durch die Quantenfeldtheorie, ist {\displaystyle A} das Vektorpotential, die Strukturkonstanten {\displaystyle f=0} und die angegebene Transformation die klassische Eichtransformation des Vektorpotentials, unter der sich elektrisches und magnetisches Feld nicht ändern. 

### Rξ-Eichung
Der Eichfixierungsterm lautet in den {\displaystyle R_{\xi }}-Eichungen, die, im Fall der Quantenelektrodynamik, die Lorenz-Eichung in den Maxwell-Gleichungen der Elektrodynamik verallgemeinern, 
{\displaystyle {\mathcal {L}}_{\text{fix}}=-{\frac {1}{2\xi }}(\partial ^{\mu }A_{\mu }^{a})^{2}}
mit dem Eichparameter {\displaystyle \xi }. Das quantenfeldtheoretische Äquivalent zur Lorenz-Eichung, die Feynman-Eichung, ergibt sich durch das Setzen von {\displaystyle \xi =1}. Der Geister-Term ist
{\displaystyle {\mathcal {L}}_{\text{Geist}}=-(\partial ^{\mu }{\bar {c}}^{a})(\partial _{\mu }c^{a}-f^{abc}A_{\mu }^{b}c^{c})}
mit den Geistfeldern {\displaystyle c}, den Anti-Geistfeldern {\displaystyle {\bar {c}}} und den Strukturkonstanten der Symmetriegruppe {\displaystyle f}. Insbesondere ist für die Kreisgruppe {\displaystyle f=0}, sodass in der Elektrodynamik die Geistfelder entkoppeln und keinen Beitrag leisten. Setzt man in diese Terme die oben angegebene Eichtransformation ein, ist die Lagrangedichte nicht mehr eichinvariant. 
Die Invarianz unter der BRST-Transformation ergibt sich durch Ersetzen der Eichtransformation durch die infinitesimalen Transformationen
{\displaystyle {\begin{aligned}A_{\mu }^{a}\to {A'}_{\mu }^{a}&=A_{\mu }^{a}+\theta (\partial _{\mu }c^{a}+gf^{abc}A_{\mu }^{b}c^{c})\\{\bar {c}}^{a}\to {{\bar {c}}'}^{a}&={\bar {c}}^{a}+\theta {\frac {1}{\xi }}\partial ^{\mu }A_{\mu }^{a}\\c^{a}\to {c'}^{a}&=c^{a}-{\frac {1}{2}}\theta gf^{abc}c^{b}c^{c}\end{aligned}}}
mit dem infinitesimalen Transformationsparameter {\displaystyle \theta }, wobei {\displaystyle \theta } eine Graßmann-Zahl ist. Für diese gilt insbesondere, dass {\displaystyle \theta c=-c\theta }, aber {\displaystyle \theta A=A\theta } ist, da die Geistfelder selbst Graßmann-wertig sind. Da das Produkt zweier Graßmann-Zahlen wieder eine „normale“ Zahl ist, ist die BRST-Transformation für das Eichfeld insgesamt nicht Graßmann-wertig; es wird nur der Eichparameter {\displaystyle \alpha } durch {\displaystyle \theta c} ersetzt. Ohne die fermionischen Materiefelder berücksichtigt zu haben, gilt die Ersetzungeregel auch für diese, sodass die Eichfreiheit für Materiefelder, korrespondierend zur freien Wahl der Phase in der klassischen Quantenmechanik, ebenfalls durch die BRST-Symmetrie ausgedrückt werden kann. 
Das Transformationsverhalten für Geist- und Anti-Geistfeld ist verschieden, doch im Gegensatz zu Materie und Antimaterie existiert zwischen Geistern und Antigeistern kein physikalischer Zusammenhang, sodass dies keinen Widerspruch zur Physik generiert.

### Allgemeiner Fall
Allgemein kann, ohne die Eichungen auf {\displaystyle R_{\xi }}-Eichungen zu beschränken, das sogenannte Nakanishi-Lautrup-Feld {\displaystyle B} (von der Notation nicht mit dem B-Feld der klassischen Elektrodynamik zu verwechseln) eingeführt werden. Die Lagrangedichte lautet dann
{\displaystyle {\mathcal {L}}={\mathcal {L}}_{\text{kin}}+{\bar {c}}^{a}\int \mathrm {d} ^{4}y\,{\frac {\delta g^{a}(A',x)}{\delta \alpha ^{b}(y)}}{\Bigg |}_{\alpha =0}c^{b}(y)+B^{a}g^{a}+{\frac {\xi }{2}}B^{a}B^{a}}
wobei {\displaystyle g} für eine allgemeine Eichbedingung steht und {\displaystyle \delta g/\delta \alpha } für die Funktionalableitung. Die {\displaystyle R_{\xi }}-Eichungen ergeben sich durch {\displaystyle g^{a}=\partial ^{\mu }A_{\mu }^{a}} in Verbindung mit den Euler-Lagrange-Gleichungen für das Nakanishi-Lautrup-Feld {\displaystyle \partial {\mathcal {L}}/\partial B^{a}=0}. Aus dieser Gleichung wird ersichtlich, dass das Nakanishi-Lautrup-Feld nur ein Hilfsfeld ist, da für dieses keine eigenen Bewegungsgleichungen existieren. Die im allgemeinen Fall gültigen BRST-Symmetrieoperationen sind, sofern anders als in der {\displaystyle R_{\xi }}-Eichung
{\displaystyle {\begin{aligned}{\bar {c}}^{a}\to {{\bar {c}}^{a}}'&={\bar {c}}^{a}-\theta B^{a}\\B^{a}\to {B^{a}}'&=B^{a}\end{aligned}}}
Insbesondere ist die BRST-Symmetrieoperation nilpotent. Das bedeutet, für ein beliebiges Funktional der Feldoperatoren {\displaystyle F[A,B,c,{\bar {c}}]} ist
{\displaystyle (F'-F)'-(F'-F)=0}.
Definiert man {\displaystyle F'-F=\theta sF} mit dem BRST-Operator {\displaystyle s}, so lässt sich dies kurz als
{\displaystyle ssF=0}
ausdrücken. Insbesondere ist für die Operation des BRST-Operators auf die Eichbedingung:
{\displaystyle sg^{a}=\int \mathrm {d} ^{4}y\,{\frac {\delta g^{a}(A',x)}{\delta \alpha ^{b}(y)}}{\Bigg |}_{\alpha =0}c^{b}(y)}
Dadurch kann die Lagrangedichte kompakt als
{\displaystyle {\mathcal {L}}={\mathcal {L}}_{\text{kin}}+s\left({\bar {c}}^{a}g^{a}+{\tfrac {\xi }{2}}{\bar {c}}^{a}B^{a}\right)}
geschrieben werden. Da die BRST-Operation für die Eichfelder identisch zur normalen Eichtransformation ist, gilt automatisch {\displaystyle s{\mathcal {L}}_{\text{kin}}=0}. Die Lagrangedichte ist daher aufgrund der Nilpotenz von {\displaystyle s} invariant unter BRST-Operatonen, {\displaystyle s{\mathcal {L}}=0}.

## Folgen der BRST-Symmetrie
Die Eichung der Eichfelder befindet sich im Bild des BRST-Operators; sie ist von der Form {\displaystyle s\Psi }. Eine neue Eichung kann gewählt werden, indem ein beliebiger Term der Form {\displaystyle s\delta \Psi } zur Lagrangedichte hinzu addiert wird. Insbesondere darf sich die Physik unter einer Eichtransformation nicht ändern, sodass für zwei physikalische Zustände {\displaystyle |\alpha \rangle ,|\beta \rangle } nach Schwingers Quantenwirkungsprinzip gilt:
{\displaystyle 0=\delta \langle \alpha |\beta \rangle =\langle \alpha |\mathrm {i} s\delta \Psi |\beta \rangle }
Des Weiteren folgt nach dem Noether-Theorem aus jeder kontinuierlichen lokalen Symmetrie der Wirkung, also auch unter Symmetrien der Lagrangedichte, eine Erhaltungsgröße und mit ihr eine Kontinuitätsgleichung. Der Ladungsoperator der erhaltenen BRST-Ladung hängt von der Wahl der Eichbedingung ab. In den {\displaystyle R_{\xi }}-Eichungen lautet er
{\displaystyle Q_{\text{BRST}}=\int \mathrm {d} ^{3}x\,\left[B^{a}(\partial _{t}c^{a}+f^{abc}A_{0}^{b}c^{c})-(\partial _{t}B^{a})c^{a}+{\frac {1}{2}}f^{abc}(\partial _{t}{\bar {c}}^{a})c^{b}c^{c}\right]}
und erfüllt allgemein die Gleichung
{\displaystyle \mathrm {i} sF={\begin{cases}QF-FQ&\quad F{\text{ bosonisch}}\\QF+FQ&\quad F{\text{ fermionisch}}\end{cases}}}.
Daher muss für jeden physikalischen Zustand 
{\displaystyle \langle \alpha |QF|\beta \rangle \mp \langle \alpha |FQ|\beta \rangle } = 0
mit {\displaystyle F=\delta \Psi } gelten, woraus
{\displaystyle \langle \alpha |Q=Q|\beta \rangle =0}
folgt. Operiert also der BRST-Ladungsoperator auf einen physikalischen Zustand, ist das Ergebnis Null. Mit anderen Worten, jeder physikalische Zustand besitzt keine BRST-Ladung; er befindet sich im Kern des BRST-Ladungsoperators. Geister und Antigeister hingegen besitzen BRST-Ladung, sodass dies eine andere Formulierung für die Tatsache sind, dass diese keine physikalischen Zustände beschreiben.
Darüber hinaus folgt aus der Nilpotenz von {\displaystyle s}, dass das Quadrat des BRST-Ladungsoperators entweder Null oder die Identität sein muss. Da der BRST-Ladungsoperator jedoch nicht verschwindenden Geister-Quantenzahl  besitzt, muss {\displaystyle Q^{2}=0} sein. Dies bedeutet, zwei identische physikalische Zustände können sich durch einen Zustandsvektor der Form {\displaystyle Q|\dots \rangle } unterscheiden.